# Gare de Lalbenque - Fontanes
La gare de Lalbenque - Fontanes est une halte ferroviaire française de la ligne des Aubrais - Orléans à Montauban-Ville-Bourbon, située sur le territoire de la commune de Lalbenque, à proximité de Fontanes, dans le département du Lot, en région Occitanie.
C'est une halte voyageurs de la Société nationale des chemins de fer français (SNCF) desservie par les trains du réseau TER Occitanie.

## Situation ferroviaire
Établie à 240 mètres d'altitude, la gare de Lalbenque - Fontanes est située au point kilométrique (PK) 617,829 de la ligne des Aubrais - Orléans à Montauban-Ville-Bourbon, entre les gares ouvertes de Cahors et Caussade. Autrefois, avant ces deux précédentes gares se trouvaient les gares de Cieurac et Montpezat-de-Quercy.

## Histoire
En 1896, la Compagnie du PO indique que la recette de la gare pour l'année entière est de 27 857 francs.

### Fréquentation
Selon les estimations de la SNCF, la fréquentation annuelle de la gare figure dans le tableau ci-dessous.
| Année               | 2014  | 2015  | 2016  | 2017  | 2018  | 2019  | 2020   | 2021   | 2022   | 2023   |
| ------------------- | ----- | ----- | ----- | ----- | ----- | ----- | ------ | ------ | ------ | ------ |
| Nombre de voyageurs | 6 211 | 7 450 | 7 333 | 7 844 | 5 380 | 8 564 | 12 762 | 20 139 | 31 861 | 35 977 |

## Service des voyageurs

### Accueil
Elle est équipée de deux quais latéraux avec un abri voyageurs sur chaque quai, encadrant deux voies, ainsi que de voies de service. Le changement de quai se fait par un platelage posé entre les voies (passage protégé).
Le bâtiment de la gare est maintenant privé et ne sert plus à accueillir de voyageurs.

### Dessertes
La gare est desservie par des trains du réseau TER Occitanie qui circulent entre Toulouse-Matabiau et Cahors, voire Brive-la-Gaillarde pour certains d'entre eux. Le temps de trajet est d'environ 1 heure 20 minutes depuis Toulouse-Matabiau et d'environ 10 minutes depuis Cahors.